# Pékin Express : Le Coffre maudit
Pékin Express : Le Coffre maudit, est la 9e édition du jeu télévisé Pékin Express. Présentée par Stéphane Rotenberg, elle réunit huit nouvelles équipes. Pour cette saison, les équipes vont de Cuba aux États-Unis en passant par le Mexique. La grande finale a lieu à Miami et est remportée par Salim et Linda. À noter, le retour de candidats anonymes ainsi que des passagers mystères à chaque étape. L’émission est suivie en deuxième partie de soirée de Pékin Express, ils ne vous ont pas tout dit qui retrace les moments cultes de l'ensemble des saisons de Pékin Express.
Les équipes commencent le tournage le vendredi 11 janvier 2013 à La Havane et le terminent le jeudi 14 février 2013 à Miami, pour une diffusion entre le 3 avril et le 26 juin 2013. En Belgique, cette 9e saison n'a été diffusée qu'à partir du jeudi 17 mars 2016 sur RTL-TVI, soit près de 3 ans après sa diffusion en France.
La cinquième étape de cette saison marquant la 100e de Pékin Express, toutes les équipes de production, ainsi que Stéphane Rotenberg portent un tee-shirt avec marqué le chiffre 100 dessus. Les candidats quant à eux portent des vêtements traditionnels mexicains.

## Les candidats et les résultats
Cette année, seulement 8 équipes sont en compétition, et non 10 comme les saisons précédentes, hors « saisons spéciales ».
|    | Équipes               | Âges    | Relations                       | Classement (par étape) | Classement (par étape) | Classement (par étape) | Classement (par étape) | Classement (par étape) | Classement (par étape) | Classement (par étape) | Classement (par étape) | Classement (par étape) | Classement (par étape) | Classement (par étape) | Classement (par étape) | Moyennes des résultats |
| 1  | Équipes               | Âges    | Relations                       | 2                      | 3                      | 4                      | 5                      | 6                      | 7                      | 8                      | 9                      | 10                     | 11                     | 12                     |                        | Moyennes des résultats |
| -- | --------------------- | ------- | ------------------------------- | ---------------------- | ---------------------- | ---------------------- | ---------------------- | ---------------------- | ---------------------- | ---------------------- | ---------------------- | ---------------------- | ---------------------- | ---------------------- | ---------------------- | ---------------------- |
| 1° | Salim et Linda        | 33 / 33 | Les amoureux voyageurs          | 5e                     | 5e                     | 4e                     | 3e                     | 5e                     | 2eI                    | 2e                     | 3e                     | 2ePM                   | 3e                     | 1er                    | 1er                    | 3,00                   |
| 2° | Julie et Denis        | 30 / 28 | Le duo corse                    | 2e                     | 6e                     | 5e                     | HC                     | 4e                     | 3eI                    | 5e                     | 1er                    | 1erH                   | 1er                    | 2e                     | 2e                     | 2,66                   |
| 3° | Laurent et Laurence   | 47 / 46 | Le couple charentais            | 6e                     | 7e                     | 3eH                    | 5e                     | 3e                     | 5e H                   | 6e                     | 4ePM                   | HC                     | 2eH                    | 3eEEE                  |                        | 4,00                   |
| 4° | Fabien et Tarik       | 51 / 26 | Père-fils : les meilleurs potes | 4e                     | 2e                     | 7e                     | 2eH                    | 1erPM                  | 4eI                    | 3e                     | 2e                     | 3e                     | 4ePM                   |                        |                        | 3,20                   |
| 5° | Cyrielle et Constance | 26 / 24 | Les dentistes toulousaines      | HC                     | 1erH                   | 2e                     | 1er                    | 2e                     | 1erI                   | 1er                    | 5eH                    |                        |                        |                        |                        | 1,62                   |
| 6° | Sarah et Denis        | 29 / 55 | Le binôme d'inconnus            | 3e                     | 3e                     | 1er                    | 4e                     | 6eH                    | 6e PM                  | 4eC                    |                        |                        |                        |                        |                        | 3,86                   |
| 7° | Roger et René         | 69 / 64 | Les papys marseillais           | 7e                     | 4ePM                   | 6ePM                   | 6ePM                   |                        |                        |                        |                        |                        |                        |                        |                        | 5,75                   |
| 8° | Aurore et Charline    | 31 / 36 | Les copines battantes           | 1er                    | 8e                     |                        |                        |                        |                        |                        |                        |                        |                        |                        |                        | 4,50                   |

- Un résultat en rouge signifie que cette équipe a été éliminée.
- Un résultat en bleu signifie que cette équipe est arrivée dernière à une étape non-éliminatoire.
- Un PM à côté du chiffre signifie que l'équipe avait le passager mystère.
- Un H signifie que l'équipe a écopé du handicap à cause du coffre maudit.
- Un résultat souligné en noir signifie que cette équipe avait le drapeau noir.
- Un résultat en vert signifie que cette équipe a remporté l'immunité.
- Un HC orange signifie que l'équipe est hors classement, à la suite d'un bonus.
- Un résultat en violet signifie que cette équipe avait le drapeau rouge.
- Un Petit C signifie que l'équipe a été remplacé par l'équipe des challengers.
- Une équipe avec un petit I signifie que l'équipe était intouchable.
- Un résultat en marron informe que l'équipe va bénéficier de l'équipe des challengers lors de la prochaine étape.

Note
- À 24 ans, Constance est la benjamine de cette saison, tandis qu'à 69 ans Roger est le doyen de cette saison.
- Denis (Binôme d'inconnus) a également participé à Pékin Express 7, en binôme avec César.
- Denis (Duo corse) a participé à Pékin Express 10, cette fois il part avec son ami d'enfance Jean Dominique.
- Julie et Denis ont participé à l'édition anniversaire des 15 ans Pékin Express : Retour sur la route mythique en 2020.

### Les remises d'amulettes
| Équipes               | Étapes | Étapes    | Étapes | Étapes | Étapes | Étapes | Étapes    | Étapes | Étapes | Étapes    | Étapes        | Étapes     | Étapes    | Étapes    | Étapes    | Total        | Total          | Total         | Gain potentiel |
| Équipes               | 1      | 2         | 3      | 4      | 5      | 6      | 7         | 8      | 9      | 10        | 11            | 12         | 12        | 12        | 12        | Amulette     | Extra-amulette | Amulette d'or | Gain potentiel |
| Équipes               | 1      | 2         | 3      | 4      | 5      | 6      | 7         | 8      | 9      | 10        | 11            | 1re course | 2e course | 3e course | 4e course | Amulette     | Extra-amulette | Amulette d'or | Gain potentiel |
| --------------------- | ------ | --------- | ------ | ------ | ------ | ------ | --------- | ------ | ------ | --------- | ------------- | ---------- | --------- | --------- | --------- | ------------ | -------------- | ------------- | -------------- |
| Salim et Linda        | x      | x         | x      | x      | x      | x      | x         | x      | x      | x         | A - A - A (5) | -13 910 €  | +36 330 € | +9 610 €  | -16 810 € | 5 (35 000 €) | 1 (10 000 €)   | 1 (14 000 €)  | 74 220 €       |
| Julie et Denis        | x      | x         | x      | x      | x      | x      | x         | x      | A - A  | A - A (1) | A             | +13 910 €  | -36 330 € | -9 610 €  | +16 810 € | 3 (21 000 €) | 2 (20 000 €)   | 0 (0 €)       | 25 780 €       |
| Laurent et Laurence   | x      | x         | x      | x      | x      | x      | x         | A (5)  | x      | x         | X             |            |           |           |           | 5 (35 000 €) | 0 (0 €)        | 0 (0 €)       | 0 € (Éliminé)  |
| Tarik et Fabien       | x      | x         | x      | x      | A      | x      | x         | x      | x      | X         |               |            |           |           |           | 1 (7 000 €)  | 0 (0 €)        |               | 0 € (Éliminé)  |
| Cyrielle et Constance | x      | A - A (1) | x      | A      | x      | x      | A - A (1) | X      |        |           |               |            |           |           |           | 5 (35 000 €) |                |               | 0 € (Éliminé)  |
| Denis et Sarah        | x      | x         | A      | x      | x      | x      | X         |        |        |           |               |            |           |           |           | 1 (7 000 €)  |                |               | 0 € (Éliminé)  |
| Roger et René         | x      | x         | x      | X      |        |        |           |        |        |           |               |            |           |           |           | 0 (0 €)      |                |               | 0 € (Éliminé)  |
| Aurore et Charline    | A      | X         |        |        |        |        |           |        |        |           |               |            |           |           |           | 1 (7 000 €)  |                |               | 0 € (Éliminé)  |

Notes
- Un A gris correspond à une amulette de fin d'étape (7 000 €).
- Un A rouge correspond à une extra-amulette (10 000 €).
- Un A jaune correspond à une amulette d'or (14 000 €).
- Un A vert correspond aux amulettes récupérées par des candidats après l'élimination d'une équipe.
- Un X rouge signifie que l'équipe a été éliminée ou a abandonné pendant l'étape.

1. ↑  Denis a également participé à Pékin Express 7.

## Les kilomètres
| Étape | Pays               | Départ              | Arrivée             | Distance |
| ----- | ------------------ | ------------------- | ------------------- | -------- |
| 1     | Cuba               | La Havane           | Santa Clara         | 410 km   |
| 2     | Cuba               | Santa Clara         | Jagüey Grande       | 280 km   |
| 3     | Cuba               | Jagüey Grande       | La Havane           | 220 km   |
| T     | Cuba Mexique       | La Havane - Tulum   | La Havane - Tulum   | 700 km   |
| 4     | Mexique            | Tulum               | Chetumal            | 820 km   |
| 5     | Mexique            | Chetumal            | Ciudad del Carmen   | 440 km   |
| 6     | Mexique            | Ciudad del Carmen   | Hacienda las Cruces | 520 km   |
| 7     | Mexique            | Hacienda las Cruces | Puebla              | 810 km   |
| 8     | Mexique            | Puebla              | Mexico              | 150 km   |
| T     | Mexique États-Unis | Mexico - Lafayette  | Mexico - Lafayette  | 2000 km  |
| 9     | États-Unis         | Lafayette           | La Nouvelle Orléans | 570 km   |
| 10    | États-Unis         | La Nouvelle Orléans | Tallahassee         | 640 km   |
| 11    | États-Unis         | Tallahassee         | Naples (Floride)    | 920 km   |
| 12    | États-Unis         | Naples (Floride)    | Miami               | 420 km   |
| 13    | États-Unis         | Miami               | Venetian Pool       | 100 km   |
| Total | Total              | Total               | Total               | 9 000 km |

## Le parcours
Cette année et pour la première fois, les candidats vont parcourir l'Amérique du Nord et traverser trois pays : Cuba, le Mexique et les États-Unis en Louisiane et en Floride pour une arrivée à Miami.

## Les bonus de l'aventure
| Bonus                                                                     | Étape    | Pays       | Équipe |
| ------------------------------------------------------------------------- | -------- | ---------- | --- |
| Hébergé chez un couple d'artiste pour les 499 ans de la ville de Trinidad | Etape 2  | Cuba       | Julie et Denis |
| 1 nuit dans un lodge 4 étoiles et visite de ruines Maya                   | Etape 5  | Mexique    | Tarik et Fabien                                                                                                   |
| Une soirée avec les Muches de Juchitan                                    | Etape 7  | Mexique    | Cyrielle et Constance / Tarik et Fabien / Salim et Linda / Laurent et Laurence / Julie et Denis / Norbert et Jean |
| Repos dans un hôtel luxueux de Mexico                                     | Etape 8  | Mexique    | Julie et Denis / Salim et Linda / Tarik et Fabien                                                                 |
| Visite de la Nouvelle-Orléans et découverte des bayous                    | Etape 9  | États-Unis | Laurent et Laurence                                                                                               |
| 1 nuit dans un ranch                                                      | Etape 10 | États-Unis | Julie et Denis |
| 1 nuit dans une caravane au bord d'un lac à Ocala                         | Etape 11 | États-Unis | Salim et Linda / Julie et Denis                                                                                   |

### Les différentes étapes
- Étapes à  Cuba
  - 1re étape (Course-poursuite endiablée dans les rues de La Havane) : La Havane - Cárdenas - Varadero - Santa Clara
  - 2e étape (Un passager mystère de choc et de charme, Adriana Karembeu) : Santa Clara - Trinidad - Gabagan - Jagüey Grande
  - 3e étape (Un prince à Cuba) : Marais de Zapata - Playa Larga - La Havane
- Étapes au  Mexique
  - 4e étape (Sous le soleil du Mexique. Ay ay chihuahua !) : Tulum - Cancún - Mérida - Chetumal
  - 5e étape (100e épisode. Joyeux anniversaire Pékin Express !) : Chetumal - Ucum - Castillot - Xpujil - Ciudad del Carmen
  - 6e étape (Folles courses-poursuites dans le Chiapas) : Ciudad del Carmen - Ocuiltzapotlán - Teapa - Col los Lotes - Chiapa de Corzo - Hacienda las Cruces
  - 7e étape (Deux Top Chef à l'assaut du Mexique) : Hacienda las Cruces - Juchitán - Santa Ana del Valle - Puebla
  - 8e étape (Mexicooooo !) : Mexico
- Étapes aux  États-Unis
  - 9e étape (À la découverte de la Louisiane) : Lafayette - Frogmore - Natchez - La Nouvelle-Orléans
  - 10e étape (Quart de finale au cœur des États-Unis) : La Nouvelle-Orléans - Pensacola - Tallahassee
  - 11e étape (Demi-finale au pays des Caïmans) : Tallahassee - Ocala - LaBelle - Naples - Chokoloskee - Naples
  - 12e étape (Finale à Miami) : Naples - Big Cypress - Miami Circle - Art Center - South Beach - Downtown Miami - Miami Seaquarium - Homestead - Jardin botanique tropical Fairchild - Miami
  - 13e étape (La finale des champions) : Miami

## Les règles du jeu

### Les épreuves d'immunité
L'épreuve d'immunité a lieu au milieu de l'étape. L'équipe qui la remporte est immunisée jusqu'à la fin de celle-ci.
- Étape 1 : Plage de Varadero, Cárdenas,  Cuba
  - Participants : Julie et Denis - Cyrielle et Constance - Laurent et Laurence
  - Thème : Transport de mojitos à travers un parcours d'obstacles
- Étape 2 : Fabrique de cigare, Trinidad,  Cuba
  - Participants : Julie et Denis - Sarah et Denis - Salim et Linda
  - Thème : Réalisation de la plus haute construction possible par empilement de cigares
- Étape 3 : Playa Larga, marais de Zapata,  Cuba
  - Participants : Tarik et Fabien - Julie, Denis et Emmanuel-Philibert de Savoie - Denis et Sarah, Salim et Linda
  - Thème : Jeu d'équilibre sur une balance en équipe puis en face-à-face
- Étape 4 : Mérida,  Mexique
  - Participants : Cyrielle et Constance - Salim et Linda - Julie et Denis
  - Thème : Paris sur la dégustation de spécialités mexicaines (testicules de taureau, habaneros, estomacs de vache, cactus épicés, criquets à l'ail ou encore yeux de poisson)
- Étape 5 : Xpujil, Castillot,  Mexique
  - Participants : Tarik et Fabien - Cyrielle et Constance - Laurent, Laurence et Alexandra Rosenfeld
  - Thème : Casse-tête
- Étape 6 : Étape spéciale avec 4 courses à l'immunité
  - Lieu : Ocuiltzapotlán,  Mexique
  - Immunisés : Cyrielle et Constance - Tarik et Fabien - Salim et Linda - Sarah, Denis et Willy Rovelli - Julie et Denis - Laurence et Laurent
  - Lieu : Teapa,  Mexique
  - Immunisés : Salim et Linda - Tarik et Fabien
  - Lieu : Col los Lotes,  Mexique
  - Immunisés : Julie et Denis - Sarah, Denis et Willy Rovelli
  - Lieu : Chiapa de Corzo,  Mexique
  - Immunisés : Tarik et Fabien - Laurent et Laurence
- Étape 7 : Étape spéciale avec une épreuve pour s'épargner un handicap
  - Lieu : Santa Ana del Valle,  Mexique
  - Participants :  Cyrielle et Constance - Tarik et Fabien - Julie et Denis
  - Thème : Attraper trois cochons dans un enclos les yeux bandés.
- Étape 8 : Étape spéciale avec 3 courses à l'immunité
  - Lieu : Place San Jacinto, Mexico,  Mexique
  - Immunisés : Julie et Denis - Cyrielle et Constance - Salim, Linda et Armelle - Laurence et Laurent - Tarik et Fabien
  - Lieu : Jardin du Centenaire, Mexico,  Mexique
  - Immunisés : Tarik et Fabien - Laurent et Laurence - Cyrielle et Constance - Salim, Linda et Armelle
  - Lieu : Place Garibaldi, Mexico,  Mexique
  - Immunisés : Salim, Linda et Armelle - Laurent et Laurence - Cyrielle et Constance
- Étape 9 : Étape spéciale avec une épreuve pour gagner une extra-amulette et le drapeau rouge
  - Lieu : Culture de coton de Frogmore, Louisiane,  États-Unis
  - Participants : Julie et Denis - Salim, Linda et Jérôme Anthony - Tarik et Fabien
  - Thème : Équilibre et fouille dans des sacs de cotons
- Étape 10 : Étape de la règle des équipes divisées avec trois épreuves
  - Épreuve 1 : Ranch de Pensacola, Floride,  États-Unis
  - Participants : Denis - Salim - Laurence - Tarik
  - Thème : Récupérer trois cocardes de sa couleur sur des vaches
  - Épreuve 2 : Ranch de Pensacola, Floride,  États-Unis
  - Participants : Tarik - Salim - Denis
  - Thème : Faire tomber quatre canettes en tirant à la carabine
  - Épreuve 3 : Ranch de Pensacola, Floride,  États-Unis
  - Participants : Denis - Salim
  - Thème : Maintenir en hauteur un ballot de paille de quarante kilos

### Les nouvelles règles

#### Les challengers
Cette nouvelle règle arrive lors de l’Étape 7 au Mexique. Sarah et Denis, arrivés derniers lors de la 6e étape ont une sorte de seconde chance. Les challengers (deux nouveaux candidats qui n'interviennent que pour l'étape) vont avoir le sort de Sarah et Denis entre leurs mains. Leur objectif : arriver parmi les 3 premières équipes. Si l'objectif est atteint, Sarah et Denis pourront réintégrer la course dès la 8e étape. Si l'inverse se produit, ils seront éliminés.
- Les challengers : Jean Imbert et Norbert Tarayre
  - Étape : Étape 7 au  Mexique
  - Équipe soutenue : Sarah et Denis
  - Objectif : Échoué (Jean et Norbert ont fini à la 4e place)

#### Le coffre maudit
Lors de cette saison et comme son titre l'indique, le coffre maudit fait son apparition et réserve bien des surprises aux équipes, apportant de bonnes ou mauvaises nouvelles. En effet, à chaque fin d'étape, l'équipe gagnante ouvrira le coffre et découvrira deux enveloppes contenant « le nom du passager mystère et le type de handicap qu'elle doit attribuer à deux équipes de son choix ». S'il s'agit d'une étape non-éliminatoire alors l'équipe gagnante doit forcément attribuer l'un des deux handicaps à l'équipe arrivée en dernière position. Comme dans la saison 8, si l'équipe qui est accompagnée par le passager mystère remporte l'épreuve d'immunité, celui-ci est transféré à une autre équipe de leur choix.
- Étape 2 :  Cuba
  - Décisionnaires : Charline et Aurore
  - Passager mystère : Adriana Karembeu pour Roger et René
  - Handicap : un sac de vingt kilos de tabac pour Cyrielle et Constance
- Étape 3 :  Cuba
  - Décisionnaires : Cyrielle et Constance
  - Passager mystère : Emmanuel-Philibert de Savoie pour Julie et Denis puis Roger et René
  - Handicap : de la rumba dans les oreilles pour Laurent et Laurence
- Étape 4 :  Mexique
  - Décisionnaires : Denis et Sarah
  - Passager mystère : Tony Gomez pour Roger et René
  - Handicap : deux chihuahuas, Pékino et Expresso pour Tarik et Fabien
- Étape 5 :  Mexique
  - Décisionnaires : Cyrielle et Constance
  - Passager mystère :  Alexandra Rosenfeld pour Laurent et Laurence puis Tarik et Fabien
  - Handicap : dix sombreros à porter sur la tête pour Sarah et Denis
- Étape 6 :  Mexique
  - Décisionnaires : Tarik et Fabien
  - Passager mystère : Willy Rovelli pour Sarah et Denis
  - Handicap : respecter un silence absolu pour Laurent et Laurence
- Étape 8 :  Mexique
  - Décisionnaires : Cyrielle et Constance
  - Passager mystère : Armelle pour Salim et Linda puis Laurence et Laurent
  - Handicap : deux grandes figurines mexicaines en papier mâché pour Julie et Denis puis Cyrielle et Constance
- Étape 9 :  États-Unis
  - Décisionnaires : Julie et Denis
  - Passager mystère : Jérôme Anthony pour Salim et Linda
  - Handicap : deux joueurs de football américain pour Laurent et Laurence puis Julie et Denis
- Étape 10 :  États-Unis
  - Décisionnaires : Julie et Denis
  - Passager mystère : Jackson Richardson pour Tarik et Fabien
  - Handicap : trois vaches en peluche pour Laurent et Laurence

#### Time is Money
Lors de la finale, quatre courses intermédiaires ont lieu. La première équipe arrivée au terme de chaque course déclenche un chronomètre et fait perdre 10 € par seconde de retard à l'autre équipe.

### Les règles traditionnelles

#### L'enveloppe noire
L'enveloppe noire nous dit à la fin de l'étape si celle-ci est éliminatoire ou non. Elle est conservée par l'équipe qui a remporté l'étape précédente, durant toute l'étape, et ouverte par l'équipe arrivée en dernière position à la fin de l'étape.
- Étape 1 : Non éliminatoire
- Étape 2 : Éliminatoire
- Étape 3 : Non éliminatoire
- Étape 4 : Éliminatoire
- Étape 5 : Non éliminatoire
- Étape 6 : Non éliminatoire
- Étape 7 : Éliminatoire
- Étape 8 : Éliminatoire
- Étape 9 : Non éliminatoire
- Étape 10 : Éliminatoire (1/4 finale)
- Étape 11 : Éliminatoire (1/2 finale)
- Étape 12 : Étape décisive (Finale)
- Étape 13 : Étape Événement (La Finale des Champions)

#### Le drapeau rouge
Le drapeau fait son retour dans la compétition, l'équipe qui le possède a le pouvoir de stopper les candidats durant 15 minutes en agitant le drapeau devant eux. Il intervient pour la première fois lors de la deuxième étape. Les candidats doivent parcourir le plus rapidement possible les 17 kilomètres qui séparent Trinidad de Gabagan pour le remporter. C'est Cyrielle et Constance qui l'emportent. Il fait son retour lors de la neuvième étape. Cette fois-ci les candidats encore en lice doivent s'affronter dans une épreuve mêlant équilibre et chance à Frogmore. C'est Julie et Denis qui gagnent l'épreuve, emportant ainsi une extra-amulette et le drapeau rouge.

#### Le drapeau noir
L'équipe qui possède le drapeau noir à l'arrivée de l'étape, est rétrogradée d'une place à l'arrivée finale de l'étape. Il fait son apparition lors de la première étape et c'est Roger et René qui termine l'étape, non éliminatoire, avec le drapeau en leur possession.

#### Les équipes mixées
Cette règle ordonne aux candidats de changer de partenaire. L'un étant pousseur (son but est d'arriver en premier sur la ligne d'arrivée avant son/sa partenaire d'origine) et l'autre ralentisseur (son but étant d'arriver après son/sa partenaire d'origine). Cette règle apparaît lors de la 4e étape. Julie et Denis remportent l'immunité, ils sont les seuls à rester ensemble et c'est à eux de créer les nouvelles équipes composées d'un Pousseur et d'un Ralentisseur, les équipes ainsi créées sont, dans l'ordre de leur arrivée à Chetumal : (avec en premier le pousseur et le ralentisseur en deuxième)
Cyrielle et Laurent
Fabien et Constance
Salim et Tarik
Sarah et Linda
Laurence et Roger
Tony Gomez, René et Denis

#### Le passager mystère
Une nouvelle fois, les passagers mystères qui ont fait le succès de la saison 8, sont de retour. Cette saison-ci, ils sont attribués selon la règle du coffre maudit.

#### Les intouchables
Cette règle apparaît lors de la 6e étape. La première équipe à l'arrivée de la première course est qualifiée d'« intouchable » et ne participe plus au reste de l'étape. Une deuxième course a alors lieu et les « intouchables » choisissent parmi les deux premières équipes laquelle ils qualifient et nomment « intouchable » à son tour. Les deux équipes qualifiées choisissent alors parmi les deux premières équipes de la course suivante, etc. Ceci se répétant pendant toute l'étape.

#### Les équipes divisées
La dixième étape marque l'apparition de la règle des équipes divisées. Julie et Denis étant arrivés premiers le premier jour de course remportent l'avantage de choisir les rôles de chacun des membres des binômes. Ils doivent choisir lequel des deux fera du stop seul pendant les deux jours restants et lequel tentera de remporter l'épreuve d'immunité.
Ainsi ils décident d'envoyer sur la route Julie, Laurent, Linda et bien sûr le passager mystère, Jackson Richardson, ses compagnons n'ayant pas le droit de faire du stop. L'épreuve d'immunité est donc disputée entre Denis, Laurence, Salim et Tarik. Denis la remporte. Fabien est au repos forcé pendant cette partie de l'étape.

#### Le trek
- Cette année, le premier trek de Pékin Express 9 a eu lieu lors de la 3e étape, dans les Marais de Zapata, à Cuba. Les candidats ont dû parcourir 8 km aller-retour les pieds dans l'eau, dans la boue et les sables mouvants, environnés de crocodiles, de crabes et de requins (les équipes ne savent cependant pas qu'un ranger du parc les surveille de loin). De plus, chaque équipe devra transporter trois lourdes noix de coco à échanger contre un coquillage chez des pêcheurs, puis revenir sur ses pas et remettre ce coquillage à Stéphane à l'arrivée. Mais les équipes doivent porter ces noix à deux sur une poutre de bois, ce qui va compliquer les choses, car il faudra éviter de faire tomber les noix de coco dans l'eau. Les candidats disposaient d'un GPS pour s'orienter. Difficultés supplémentaires pour Julie et Denis, qui devaient faire le trek avec le passager mystère Emmanuel-Philibert de Savoie (1972), et pour Laurent et Laurence, handicapés chacun par un casque de rumba à garder sur les oreilles pendant toute l’étape, y compris le trek. Au bout d'une journée de trek, ce sont finalement Tarik et Fabien qui terminent premiers, suivis de Julie et Denis (+ leur passager mystère), et ces deux binômes se qualifient pour l'épreuve d'immunité du lendemain. Denis et Sarah et Salim et Linda sont également qualifiés (il y avait 4 places pour l'immunité) car Stéphane relève leurs positions GPS, la nuit tombant et le trek devant être stoppé. Ce sont Julie et Denis qui remportent finalement l'immunité.

- Un second trek a eu lieu lors de la 5e étape, au Mexique, dans la jungle menant à Xpujil, en l'honneur de la 100e émission de Pékin Express. Les candidats devaient d'abord se rendre à Ucum pour mettre des vêtements mexicains très larges, qu'ils devront porter tout au long de l'étape. Denis et Sarah avaient en plus leurs handicaps : dix grands sombreros chacun à porter sur la tête. Puis la première équipe qui arrivait à Castillot se voyait qualifiée d'office pour l'immunité, évitait le trek, et partait visiter des ruines mayas, en plus d'être logés pour la nuit dans un grand luxe. Tarik et Fabien ont remporté ce bonus.  Les deux autres places pour l'épreuve d'immunité étaient réservées aux 2 premières équipes qui finiraient le trek : 3 km dans la jungle en tenant une coupe de champagne à renverser le moins possible, car plus il en restera dans le verre, plus les équipes auront de chance d'être sélectionnées à l'arrivée. Un trek particulièrement dur : climat tropical étouffant, insectes, fatigue, vêtements mexicains chauds et qui s'attachaient aux branches, concentration avec le champagne, sans oublier le repérage avec la boussole, et la machette à utiliser constamment pour écarter les lianes et les ronces. De plus, l'équipe qui ne terminait pas le trek passait la nuit en pleine jungle. Julie et Denis arrivent premiers, suivis de Cyrielle et Constance, Laurent et Laurence avec leur passager mystère Alexandra Rosenfeld, et Salim et Linda. Denis et Sarah sont derniers et passeront donc la nuit dans la canopée. Mais ce sont Cyrielle et Constance et Laurent et Laurence qui ont économisé le plus de champagne, et qui participent à l'immunité avec Tarik et Fabien. L'épreuve sera finalement remportée par Laurent, Laurence et Alexandra Rosenfeld.

- Le dernier trek a eu lieu lors de la demi-finale aux États-Unis, dans la Forêt nationale d'Ocala, en Floride. Il fallait parcourir 3 km attachés dos-à-dos par le sac, en se coordonnant du mieux que possible, dans une chaleur humide et étouffante, tout en suivant le GPS. Ce sont Salim et Linda qui ont remporté le trek et gagné l'extra-amulette. Julie et Denis sont arrivés 2e, et Laurent et Laurence, derniers, écopent d'une enveloppe noire qui peut être éliminatoire.
- La particularité des treks de cette saison est qu'ils se faisaient tous cette fois avec des handicaps.

## La Finale des champions
Cette année, Pékin Express propose pour finir une émission spéciale après la finale de la saison 9, la finale des champions. Les gagnants de cette saison, Salim et Linda, affrontent sur trois défis et un sprint final les gagnants de la saison précédente, Samuel et Ludovic, afin de remporter le titre de grand vainqueur de Pékin Express et la somme de 10 000 €. Les trois défis seront basés sur trois compétences indispensables pour gagner Pékin Express, à savoir le stop, l'orientation et le contact avec la population locale. Chaque défi permet aux vainqueurs de partir avec trois minutes d'avances sur l'autre équipe pour le sprint final qui a lieu jusqu'à la Venetian Pool, à Coral Gables. C'est Samuel et Ludovic qui, arrivés trois minutes plus tôt que Salim et Linda, remportent cet épisode spécial.
|        | Équipes           | Âges    | Relations              | Statut                  | Défis  | Défis  | Défis  | Résultat           |
| Défi 1 | Équipes           | Âges    | Relations              | Statut                  | Défi 2 | Défi 3 |        | Résultat           |
| ------ | ----------------- | ------- | ---------------------- | ----------------------- | ------ | ------ | ------ | ------------------ |
| 1°     | Ludovic et Samuel | 31 / 33 | Les frères survoltés   | Gagnants de la Saison 8 | +3 min | -3 min | -3 min | Gagnant (10 000 €) |
| 2°     | Salim et Linda    | 33 / 33 | Les amoureux voyageurs | Gagnants de la Saison 9 | -3 min | +3 min | +3 min | Perdant            |

### Défi 1
Pour le premier défi, les équipes doivent prouver leurs capacités à faire du stop à travers les quatre courses et missions suivantes :
1. Se faire emmener par un chauffeur francophone de Miami Beach jusqu'au terrain de basket à Downtown Miami.
2. Faire la route avec deux basketteurs entre le terrain de basket de Downtown Miami et Hollywood Beach.
3. Se faire emmener par une femme en maillot de bain (au moins le haut) de Hollywood Beach jusqu'au Spanish Monastery.
4. Convaincre deux personnes de venir en stop avec eux du Spanish Monastery jusqu'à Collins Avenue.

| Équipes           | Courses | Courses | Courses | Courses | Résultat |
| Équipes           | 1       | 2       | 3       | 4       | Résultat |
| ----------------- | ------- | ------- | ------- | ------- | -------- |
| Ludovic et Samuel | 1er     | 2e      | 2e      | 1er     | Gagnant  |
| Salim et Linda    | 2e      | 1er     | 1er     | 2e      | Perdant  |

### Défi 2
Le deuxième défi demande aux concurrents de faire preuve d'orientation et de mémoire puisqu'ils doivent retenir un itinéraire précis à effectuer à pied. Samuel et Ludovic partent de l'avenue Jefferson et doivent rejoindre la seizième rue, Salim et Linda suivent le chemin inverse.
| Équipes           | Heure d'arrivée de la course d'orientation | Résultat |
| ----------------- | ------------------------------------------ | -------- |
| Ludovic et Samuel | 17 h 34                                    | Perdant  |
| Salim et Linda    | 17 h 22                                    | Gagnant  |

### Défi 3
Pour ce défi les équipes, doivent mettre à l'épreuve leur capacité à se faire comprendre par la population locale puisqu'elles ont trois heures pour un accomplir un maximum des quinze missions qui leur sont proposées, photos à l'appui.
| Intitulé de la mission                                                         | Équipes           | Équipes        |
| Intitulé de la mission                                                         | Ludovic et Samuel | Salim et Linda |
| ------------------------------------------------------------------------------ | ----------------- | -------------- |
| Vous deux en train de préparer des pancakes pour une famille américaine        | Non               | Oui            |
| Un de vous faisant 15 pompes entre deux hommes bodybuldés                      | Oui               | Oui            |
| Un de vous au volant d'une voiture de police                                   | Oui               | Oui            |
| Vous deux en train de promener 5 chiens en laisse                              | Non               | Non            |
| Vous deux en train de faire du car-wash                                        | Oui               | Oui            |
| Un de vous dans une piscine avec 4 autres personnes                            | Oui               | Oui            |
| Vous deux en train de fabriquer et vendre un hot-dog                           | Oui               | Oui            |
| Vous deux avec quelqu'un portant son chapeau de "Graduation"                   | Non               | Non            |
| Vous deux vêtus chacun d'un t-shirt avec Miami inscrit dessus                  | Oui               | Oui            |
| Un de vous en compagnie d'un maître nageur sur jet ski                         | Non               | Oui            |
| Vous deux debout à travers le toit ouvrant d'une limousine                     | Non               | Non            |
| Vous deux en train de manger du pop-corn dans un salon devant la télé          | Oui               | Non            |
| Vous deux en train de mettre de la crème solaire à deux personnes sur la plage | Oui               | Oui            |
| Vous deux en train de descendre de la rampe des pompiers dans une caserne      | Oui               | Oui            |
| Vous deux en train de chanter avec un groupe de gospel                         | Non               | Non            |
| Résultat                                                                       | 9 / 15            | 10 / 15        |
| Résultat                                                                       | Perdant           | Gagnant        |

### Sprint final
Pour le sprint final les équipes doivent passer par trois lieux dans lesquels une épreuve les attend. Ils doivent ensuite rejoindre l'ultime lieu à pied.
1. Chercher l'adresse de la prochaine épreuve dans une pile de journaux sur la plage située en face de la 36e rue.
2. Boire chacun un cocktail de fruits de deux litres au Colony Hotel à South Beach.
3. Marquer chacun un panier à 3 points au terrain de basket au Margaret Pace Park.
4. Récupérer l'enveloppe contenant le nom du lieu de l'arrivée finale à Coral Gables City Hall.
5. Se rendre à pied jusqu'à la Venetian Pool.

## Audimat
Cette saison est suivie, en moyenne, par 2 690 000 téléspectateurs, 11,65 % (sur les 4 ans et plus) et 16,33 % (sur les ménagères de moins de 50 ans) de parts de marché.
| Épisode                    | Jour et horaire de diffusion           | Nb. de téléspectateurs | Parts de marché sur les 4 ans et plus | Parts de marché sur les ménagères de moins de 50 ans | Classement des audiences de la soirée | Référence |
| -------------------------- | -------------------------------------- | ---------------------- | ------------------------------------- | ---------------------------------------------------- | ------------------------------------- | --------- |
| 1                          | Mercredi 3 avril 2013 (20:58 - 23:02)  | 3 253 000              | 13,5 %                                | 20 %                                                 | 2e                                    | [ 6 ]     |
| 2                          | Mercredi 10 avril 2013 (21:00 - 23:10) | 2 610 000              | 11,1 %                                | 17 %                                                 | 4e                                    | [ 7 ]     |
| 3                          | Mercredi 17 avril 2013 (21:00 - 23:10) | 2 707 000              | 11,5 %                                | 17 %                                                 | 4e                                    | [ 8 ]     |
| 4                          | Mercredi 24 avril 2013 (21:00 - 23:10) | 2 606 000              | 11,6 %                                | 16 %                                                 | 3e                                    | [ 9 ]     |
| 5                          | Mercredi 1er mai 2013 (21:00 - 23:10)  | 2 428 000              | 10,1 %                                | 14 %                                                 | 3e                                    | [ 10 ]    |
| 6                          | Mercredi 8 mai 2013 (21:00 - 23:10)    | 2 328 000              | 10,6 %                                | 15 %                                                 | 3e                                    | [ 11 ]    |
| 7                          | Mercredi 15 mai 2013 (21:00 - 23:10)   | 2 711 000              | 11,3 %                                | 15 %                                                 | 3e                                    | [ 12 ]    |
| 8                          | Mercredi 22 mai 2013 (21:00 - 23:10)   | 2 870 000              | 12,5 %                                | 16 %                                                 | 3e                                    | [ 13 ]    |
| 9                          | Mercredi 29 mai 2013 (21:00 - 23:15)   | 2 643 000              | 11,2 %                                | 14 %                                                 | 4e                                    | [ 14 ]    |
| 10 Quart de finale         | Mercredi 5 juin 2013 (21:00 - 23:10)   | 2 844 000              | 12,6 %                                | 20 %                                                 | 4e                                    | [ 15 ]    |
| 11 Demi-Finale             | Mercredi 12 juin 2013 (21:00 - 23:20)  | 2 569 000              | 11,5 %                                | 16 %                                                 | 3e                                    | [ 16 ]    |
| 12 Finale                  | Mercredi 19 juin 2013 (21:00 - 23:20)  | 2 708 000              | 12,4 %                                | 16 %                                                 | 4e                                    | [ 17 ]    |
| 13 La finale des champions | Mercredi 26 juin 2013 (21:00 - 23:20)  | 2 349 000              | 10,3 %                                | 13 %                                                 | 4e                                    | [ 18 ]    |

Légende
- plus hauts scores d'audiences
- plus bas scores d'audiences

## Anecdotes
Denis (duo corse) a également participé en 2014 à Pékin Express 10 : À la découverte des mondes inconnus, mais il partait cette fois avec son ami d'enfance, Jean-Do(minique).
Denis (duo d'inconnus) a déjà participé en 2011 à Pékin Express 7 : La route des grands fauves, il était déjà dans cette saison en binôme d'inconnus, avec César.
Il s'agit de la première saison classique de Pékin Express à voir son nombre d'équipes passer de 10 à 8, quota qui va rester pour les saisons suivantes.

## Controverse
L'émission Touche pas à mon poste ! démontre images à l'appui que lors de la finale de la saison 9 : Le coffre maudit, le présentateur Stéphane Rotenberg a menti aux téléspectateurs en affirmant dans sa voix off qu'au démarrage du sprint final à pied Salim et Linda n'avaient plus que deux petites minutes d'avance sur Denis et Julie, laissant encore toutes les chances à ces derniers de dépasser les premiers sur les trois derniers kilomètres restant à parcourir à pied jusqu'à la ligne d'arrivée. La réalité est toute autre : l'écart était en réalité de vingt six minutes comme le révèle l'heure affichée par la tablette sur laquelle les deux équipes découvrent le lieu d'arrivée.